# محوطه امامزاده نظام‌الدین و تاج‌الدین
محوطه امامزاده نظام‌الدین و تاج‌الدین مربوط به دوران‌های تاریخی پس از اسلام است و در شهرستان دره‌شهر، بخش بدره، روستای کُلْم واقع شده و این اثر در تاریخ ۱۴ مرداد ۱۳۸۲ با شمارهٔ ثبت ۹۵۲۷ به‌عنوان یکی از آثار ملی ایران به ثبت رسیده است.